# WordMARC
WordMARC (Composer) var en textorienterad ordbehandlare, utvecklad av MARC Software. Den användes ursprungligen på minidatorer som Prime med sitt operativsystem Primos, men även versioner för UNIX, VAX/VMS och DOS fanns.
Genom att utnyttja den inbyggda versionhanteringen i operativsystemet VAX/VMS var det lätt att skapa flera versioner av ett och samma dokument för att sedan kunna gå tillbaka till en tidigare ändring.
Även om WordMARC var en textbaserad ordbehandlare stödde den bland annat PostScript vilket gjorde att man kunna lägga in bilder, ramar etc. Naturligtvis kunde dessa inte visas på terminalen utan endast skrivas ut.
Funktionerna var avancerade för sin tid[när?], exempelvis möjligheten att dela upp stora dokument på flera filer. Möjligheter som seriebrev och registerhantering gjorde systemet lämpligt för olika typer av massutskrifter.